# Festiwal Filmowy w Jokohamie
Festiwal Filmowy w Jokohamie (jap. ヨコハマ映画祭 Yokohama eigasai) – coroczna ceremonia wręczenia nagród filmowych odbywająca się w Jokohamie w Japonii. Pierwsza edycja, która odbyła się 3 lutego 1980 roku, była niewielkim wydarzeniem dla fanów i krytyków filmowych.

## Kategorie
Nagrody przyznawane są w kategoriach:
- Najlepszy Film
- Najlepszy Aktor
- Najlepsza Aktorka
- Najlepszy Aktor Drugoplanowy
- Najlepsza Aktorka Drugoplanowa
- Najlepszy Reżyser
- Najlepszy Nowy Reżyser
- Najlepszy Scenariusz
- Najlepszy Operator
- Najlepszy Debiutant
- Nagroda Specjalna Jury
- Najlepszy Nowy Aktor
- Najlepsza Nowa Aktorka
- Najlepszy Nowy Talent